# Ceskyterrier
Ceskyterrier är en hundras från Tjeckien som hör till gruppen terrier.

## Historia
Rasens historia går tillbaka till 1949, då en man vid namn František Horák påbörjade ett avelsarbete för att få fram en hund som lämpade sig för grytjakt på räv och grävling. Horák korsade skotsk terrier med sealyhamterrier och fick till slut fram en kortbent men ändå kraftfull hund. Till en början kallades hundarna för böhmisk terrier, men senare fick den istället namnet ceskyterrier. Rasen erkändes av Fédération Cynologique Internationale (FCI) 1963. Idag hålls den främst som sällskapshund.

## Egenskaper
Rasens jaktintresse går att kontrollera, den är en utmärkt familjehund som även går bra tillsammans med andra sällskapsdjur. Ceskyterriern har en positiv och nyfiken inställning och tycker om att vara nära sin familj och ha den runt sig. Den är en signalsäker hund som därför oftast går bra ihop med andra hundar.

## Utseende
Mankhöjden för en hanhund ska vara cirka 29 centimeter och kroppslängden 43 centimeter. En tik ska ha en mankhöjd på cirka 27 centimeter och en kroppslängd på 40 centimeter. Svansen ska vara 18–20 centimeter. Pälsen ska vara gråblå eller ljust kaffebrun och lätt vågig. 
Ceskyterriern kräver pälsvård regelbundet och ska klipps på ett karaktäristiskt sätt, den skall ha ett kraftigt skägg och kraftiga ögonbryn, lång päls nedtill på benen och magen, men på resten av kroppen, öronen och svansen ska pälsen vara kort.